# Paweł Lewandowski (siatkarz)
Paweł Lewandowski (ur. 10 stycznia 1996 we Wrocławiu) – polski siatkarz, mistrz Polski w siatkówce plażowej z 2021 roku z Mysłowic w parze z Jakubem Zdybkiem. Reprezentant Polski w turniejach międzynarodowych.
Uczęszczał doSzkoły Mistrzostwa Sportowego PZPS w Spale. Początkowo trenował siatkówkę halową, reprezentując kluby: Gwardia Wrocław, UKS Volley Żarów, MKS Olavia Oława, Ishøj Volley (Dania). Od 2019 roku skupił się wyłącznie na siatkówce plażowej. W lutym 2021 roku wraz z Jakubem Zdybkiem dołączył do sekcji siatkówki plażowej Gwardii Wrocław. W sierpniu tego samego roku wspólnie wywalczyli złoty medal mistrzostw Polski w siatkówce plażowej rozgrywanych w Mysłowicach, w finale pokonując reprezentantów Polski parę Michał Bryl/Bartosz Łosiak.
Od 2019 roku rywalizuje w turniejach międzynarodowych. We wrześniu 2021 roku z Jakubem Zdybkiem wygrał turniej World Tour Apeldoorn po wyrównanym finale przeciwko holenderskiej parze Ruben Penninga/Matthew Immers.